# Üjümütchin
L'üjümütchin (ou üjemchin, en mongol de Chine ᠦᠵᠦᠮᠦᠴᠢᠨ ᠠᠮᠠᠨ ᠠᠶᠠᠯᠭᠤ üjümüčin aman ayalγu, en mongol, үзэмчин) est un dialecte mongol parlé en Mongolie-Intérieure, en Chine, ainsi que dans le Sud-Est de la Mongolie par des populations venues de Chine.

## Phonologie

### Voyelles
Les voyelles de l'ujumtchin sont : 
|         | Antérieure        | Centrale | Postérieure |
| ------- | ----------------- | -------- | ----------- |
| Fermée  | i [i] ɪ [ɪ] ʏ [ʏ] |          | u [u] ʊ [ʊ] |
| Moyenne |                   | ə [ə]    | o [o] œ [œ] |
| Ouverte | ɛ [ɛ]             | ɑ [ɑ]    | ɔ [ɔ]       |

Toutes les voyelles ont des équivalents longs.

### Consonnes
Les consonnes de l'ujumtchin sont : 
|               |               | Bilabiale | Dentale | Latérale | Palatale  | Vélaire |
| ------------- | ------------- | --------- | ------- | -------- | --------- | ------- |
| Occlusives    | Sourdes       | b [b̥]     | d [d̥]   |          |           | g [g̥]   |
| Occlusives    | Aspirées      | p [pʰ]    | t [tʰ]  |          |           | k [kʰ]  |
| Fricatives    | Fricatives    | f [f]     | s [s]   |          | ʃ [ ʃ ]   | x [ x]  |
| Affriquées    | Sourdes       |           | dz [d̥͡z̥] |          | dʒ [d̥͡ʒ̥]   |         |
| Affriquées    | Aspirée       |           |         |          | tʃ [ t͡ʃʰ] |         |
| Nasales       | Nasales       | m [m]     | n [n]   |          |           | ŋ [ŋ]   |
| Liquides      | Liquides      |           | r [r]   | l [l]    |           |         |
| Semi-voyelles | Semi-voyelles | w [w]     |         |          | j [ j]    |         |

## Phonétique historique
le tableau montre les particularités de l'ujumtchin par rapport au mongol littéraire de Chine.
| ujumtchin             | mongol littéraire   |                    |
| --------------------- | ------------------- | ------------------ |
| ɑrɑβ                  | ᠠᠷᠪᠠ arba           | dix                |
| əβtʃuː                | ᠡᠪᠴᠢᠭᠦᠦ ebčigüü     | sein, poitrine     |
| xɑrɑŋɡʊɛː ~ xɑrɑŋɡʊɪː | ᠬᠠᠷᠠᠨᠭᠭ᠋᠋ᠤᠢ γarangγui | sombre             |
| ɛʃiɡ                  | ᠠᠰᠢᠭ asiγ           | bénéfice, avantage |
| nɔxᵓœː                | ᠨᠣᠬᠠᠢ noqai         | chien              |
| ʏnʲɑːr                | ᠤᠨᠢᠶᠠᠷ uniyar       | brouillard         |
| sǝtɡǝl ~ dzǝtɡǝl      | ᠰᠡᠳᠬᠢᠯ sedkil       | pensée, esprit     |